# Katholische Laurentiuskirche (Repperndorf)

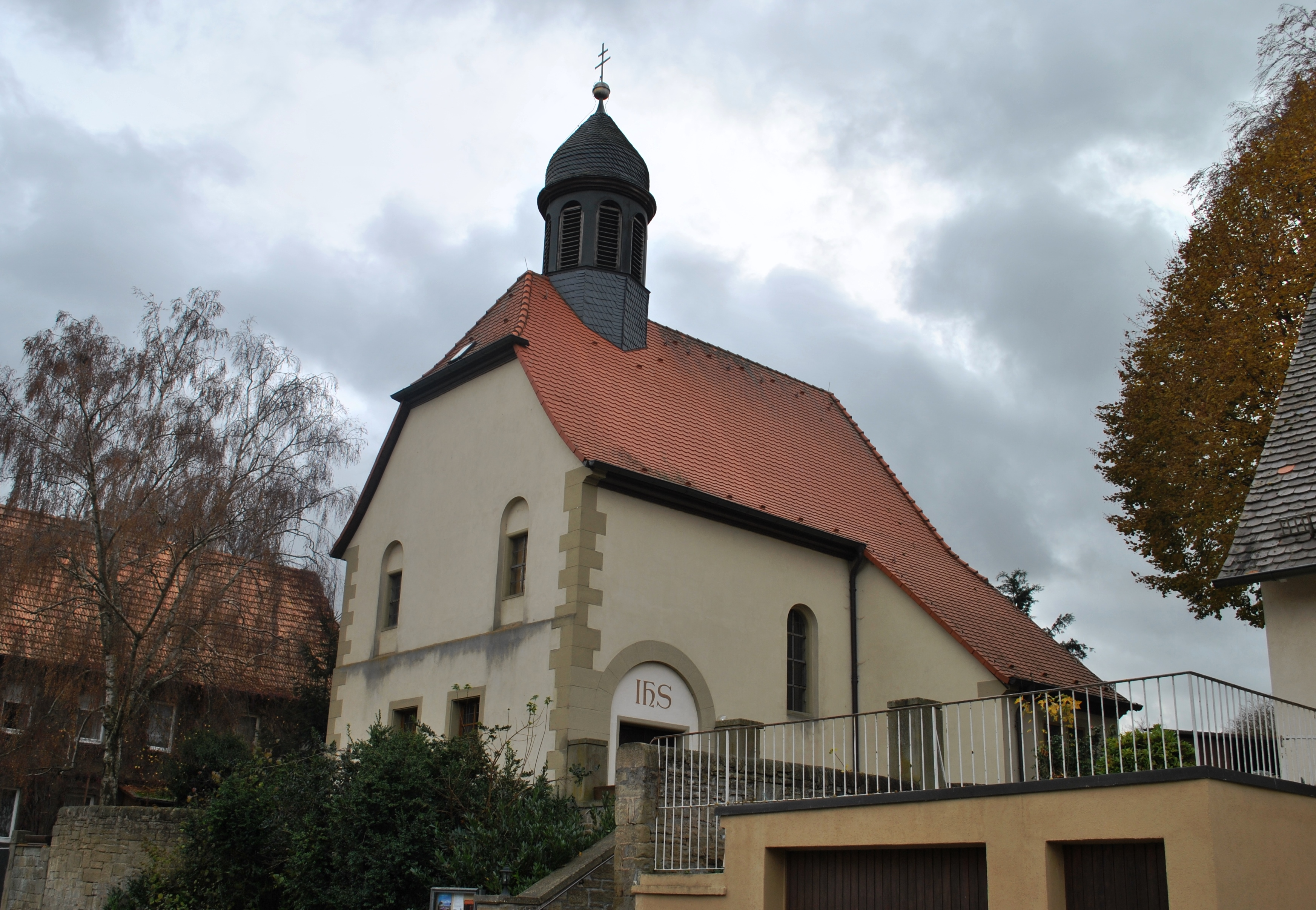
Laurentiuskirche

Die römisch-katholische Filialkirche St. Laurentius ist ein Gotteshaus im Kitzinger Stadtteil Repperndorf. Die Kirche steht an der Alten Reichsstraße inmitten des unterfränkischen Dorfes. Neben der katholischen Laurentiuskirche existiert ein evangelisch-lutherisches Gotteshaus mit dem gleichen Patrozinium.

## Geschichte
Repperndorf besitzt bereits seit dem 14. oder 15. Jahrhundert einen eigenen Pfarrer. Damals spaltete man die Gemeinde von der Johanneskirche in Kitzingen ab. Erstmals am 31. Mai 1412 wurde in den Quellen ein Pfarrer im Ort erwähnt. Das Patronatsrecht hatte damals das Würzburger Domkapitel inne. Um 1528 wurde die Reformation durch den Ansbacher Markgrafen Georg eingeführt. Die Bevölkerung nahm überwiegend das lutherische Bekenntnis an.
Im Jahr 1629 wurde die Rekatholisierung eines Teils der Repperndorfer durch Bischof Philipp Adolf von Ehrenberg mit der Einsetzung eines katholischen Pfarrers beendet. Der Pfarrer wurde jedoch 1631 wieder vertrieben. Im 17. Jahrhundert blieb die Bevölkerung zwischen den Konfessionen gespalten. Um 1666 führte man deshalb ein sogenanntes Simultaneum ein, das auch von den Buchbrunner Katholiken mitbenutzt wurde. Erst durch die Stiftung des Kaspar Josef Klüpfel im 18. Jahrhundert wäre es möglich gewesen, eine eigene Kirche zu errichten, was jedoch nicht geschah.
Am 18. November 1911 löste man das Simultaneum dann endgültig auf. Ein Jahr später begann die katholische Gemeinde mit der Errichtung einer eigenen Kirche. Das Gotteshaus wurde am 3. September 1911 benediziert. Am 5. April 1950 gründete der Würzburger Bischof Julius Döpfner eine Filialkirchenstiftung. Im Mai 1950 wurde Repperndorf von Sulzfeld nach Kitzingen-St. Johannes umgepfarrt. 1948 wurde die Kirche innen renoviert, 1979 und 1991 erfolgten Außenrenovierungen. Die Kirche ist ein eingetragenes Baudenkmal.

## Architektur
Die nach Südwesten ausgerichtete Kirche ist ein schlichter Saalbau mit einem heruntergezogenen Halbwalmdach. Eine Treppenanlage führt zum eigentlichen Gebäude, da die Kirche an einem Berg errichtet wurde. An der Westseite des Chores ist eine Sakristei angebaut. Das Langhaus hat zwei Fensterachsen. An der Schauseite im Nordosten sind vier Fenster angebracht. Die Kirche schließt darüber mit einem Dachreiter ab. An der Nordwestecke befindet sich der Eingang mit einem großen IHS-Monogramm.

## Ausstattung

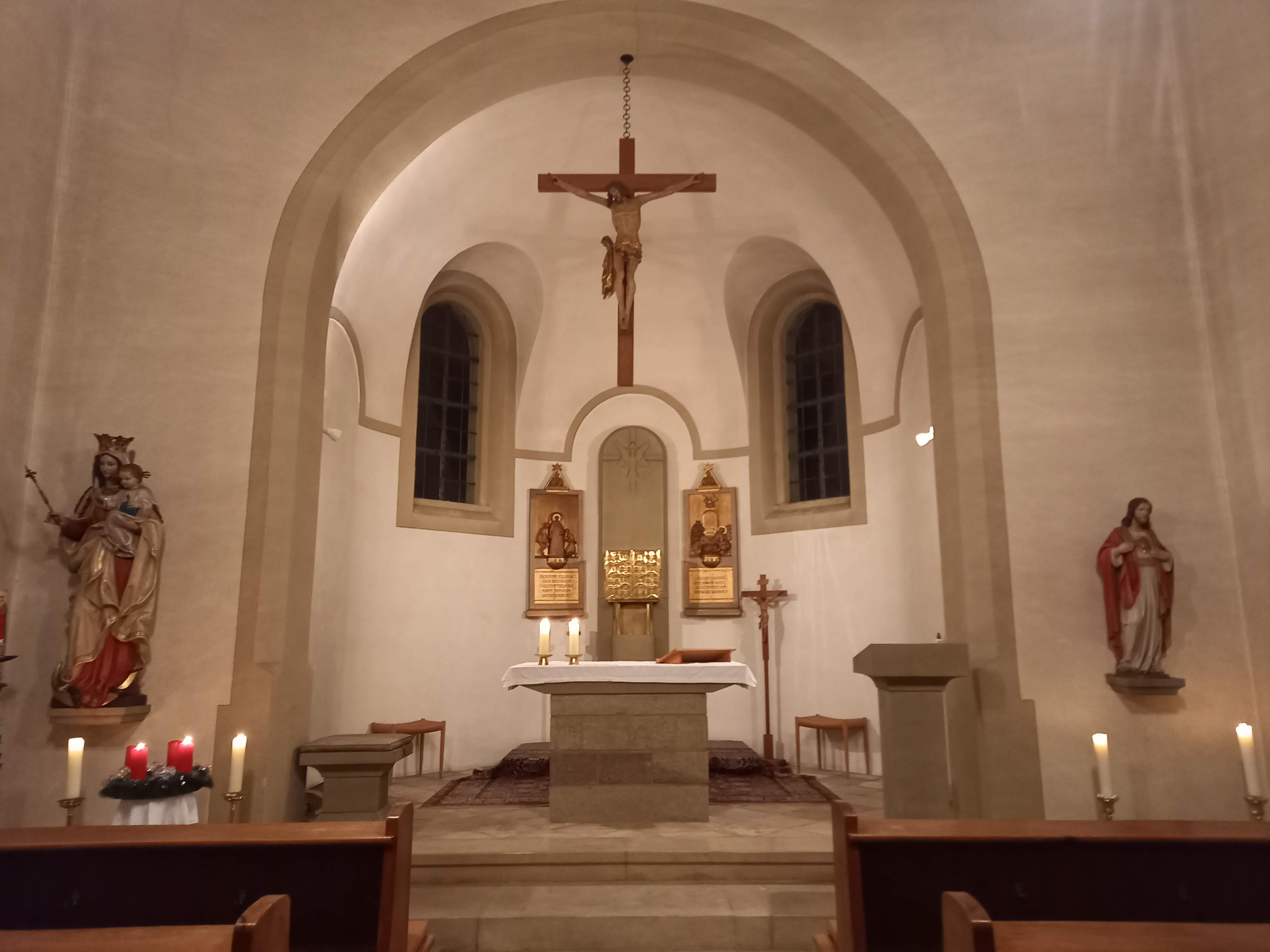
Altarraum

Die Ausstattung stammt meist aus dem 20. Jahrhundert kurz nach der Errichtung der Kirche. Ältestes Objekt ist ein Gemälde der Kreuzabnahme im Langhaus aus dem 18. Jahrhundert. Den Mittelpunkt im Chor bildet der Volksaltar, der 1967 dort aufgestellt wurde. Die Tabernakelstele aus Sandstein zeigt vorne eine Heiliggeist-Taube und seitlich zwei Holzreliefs mit Darstellungen des heiligen Laurentius.
Wesentlich jünger sind der Ambo und der Priestersitz, die 1991 von Tilman Hornung aus Bergtheim geschaffen wurden. Das Triumphkreuz im Chorbogen stammt ebenfalls aus dem Jahr 1991. Mehrere Heiligenfiguren, unter anderem eine Muttergottes sind im Langhaus aufgestellt. 14 Kreuzwegstationen, auf Blech gemalt, durchziehen den Raum. Die Orgel stand ursprünglich in der Gruft der Neumünsterkirche in Würzburg und wurde 1978 von Winfried Elenz aus Oberdürrbach hierher transferiert. Das Geläut besteht aus zwei Glocken.